# Gare de Léchelle
La gare de Léchelle est une gare ferroviaire française de la ligne de Longueville à Esternay située sur le territoire de la commune de Léchelle, dans le département de Seine-et-Marne en région Île-de-France.
Elle est mise en service en 1902 par la Compagnie des chemins de fer de l'Est. Fermée aux voyageurs en 1952, elle est ouverte au service Fret SNCF.

## Situation ferroviaire
Établie à 142 m d'altitude, la gare de Léchelle est située au point kilométrique (PK) 102,555 de la ligne de Longueville à Esternay, après la gare ouverte de Provins et avant la gare non exploitée de Beauchery-Saint-Martin.
La section de ligne sur laquelle se situe la gare n'est ouverte qu'au service des marchandises.

## Histoire
La « station de Léchelle » est mise en service le 3 novembre 1902 par la Compagnie des chemins de fer de l'Est, lorsqu'elle ouvre à l'exploitation la « ligne de Provins à Esternay », en prolongement de sa ligne d'embranchement de Longueville à Provins. En 1905, l'infrastructure de la station est complétée par l'établissement d'une « voie de ceinture ».
À la suite d'un vœu du conseil général, accepté par la compagnie, les travaux, pour l'agrandissement et l'amélioration de la halle à marchandises, sont adjugés au début de l'année 1911

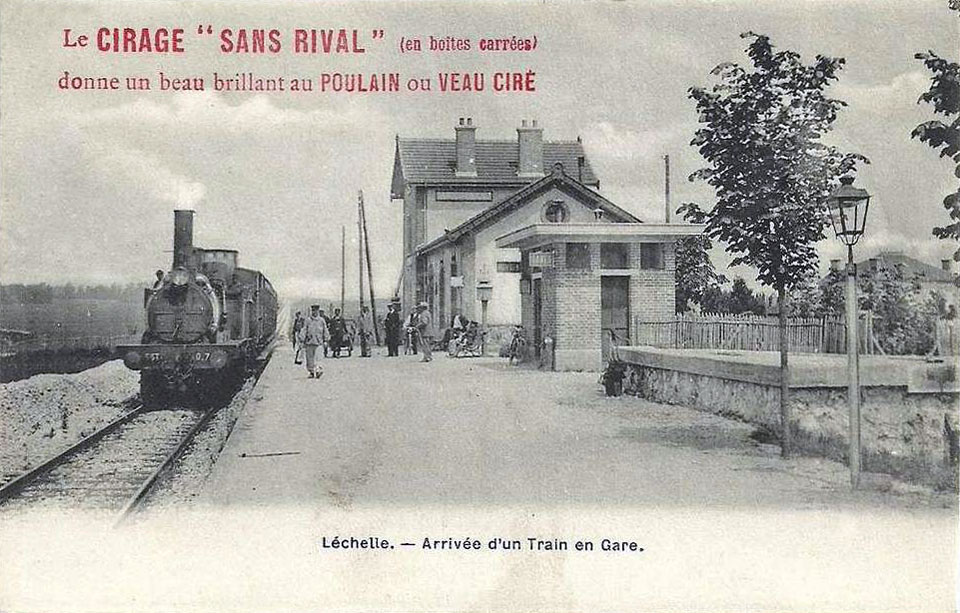
La gare au début des années 1910.

Au début de l'année 1926, la gare de Léchelle, comme celles de Villiers-Saint-Georges, Provins et Nangis, est autorisée à ouvrir le dimanche jusqu'à 10 h, afin qu'il soit possible d'embarquer les bestiaux à transporter à La Vilette pour le marché du lundi matin

## Service des voyageurs
Gare fermée.

## Service des marchandises
La ligne n'est exploitée jusqu'à Villiers-Saint-Georges que pour le fret, le service étant « limité aux transports par trains en gare gérée à distance ». Cette gare dessert une installation terminale embranchée.

## Projets
Provins - Villiers-Saint-Georges : en décembre 2009, le site Web « provins.evous.fr » fait état d'une information sur un projet de réouverture « annoncée » de la section de ligne Provins - Villiers-Saint-Georges. En effet, la mise en service des dernières rénovations ont eu un effet sur la fréquentation des trains, ce qui a engendré la saturation des parcs de stationnement à Provins. Le président de la SNCF a confirmé lors d’une réunion avec les élus locaux, vendredi 11 décembre 2009, la réouverture aux transports de voyageurs de la section Provins - Villiers-Saint-Georges. Une étude de faisabilité devrait être effectuée  prochainement pour un train touristique reliant Provins - Léchelle - Beauchery - Villiers-Saint-Georges (en reprenant l'ancien tracé). On ne sait cependant pas si l'emplacement de l'arrêt sera desservi.